# Soho (Londen)
Soho is een wijk in het Londense West End en maakt deel uit van het bestuurlijke gebied Westminster in de regio Groot-Londen.
Het is een kleine multiculturele wijk, gelegen tussen Oxford Street, Regent Street, Piccadilly Circus, Leicester Square en Charing Cross Road. Van oudsher is het de woonplaats geweest van met name Franse (hugenoten) en Italiaanse immigranten. De wijk is een centrum van handel en industrie, maar voornamelijk bekend vanwege de internationale cultuur, amusementscentra en niet in de laatste plaats als rosse buurt. Ook zijn er vele gaybars te vinden, waaronder de Admiral Duncan pub die in 1999 door een bomaanslag werd getroffen. Het Londense Chinatown is eveneens in Soho te vinden, met Gerrard Street als middelpunt daarvan.
De naam Soho verscheen voor het eerst in de 17e eeuw en verwees mogelijk naar een herberg voor jagers. Soho was een uitroep gebruikt bij de jacht. Latere landeigenaren probeerden het gebied te ontwikkelen tot een deftige woonwijk, te vergelijken met omliggende wijken als Mayfair, Bloomsbury en Marylebone, maar dat lukte niet. De wijk raakte wat verwaarloosd, maar ontleende juist daaraan zijn latere charme. Rijke bewoners vertrokken en de wijk werd bevolkt met immigranten en kunstenaars. Begin 20e eeuw bevond zich er een mengeling van buitenlanders die er met succes eethuizen exploiteerden, variété-artiesten, prostituees, theatermakers en artiesten.

## Soho en zijn platenzaken
In Soho zijn relatief veel platenzaken gevestigd. Diskjockeys en muziekverzamelaars brengen Soho dan ook graag een bezoekje. In Berwick Street zijn zelfs tien verschillende platenzaken gevestigd. De bekendste platenzaak van Soho was de in D'Arblay Street gevestigde Black Market Record Store.

## Soho in andere steden

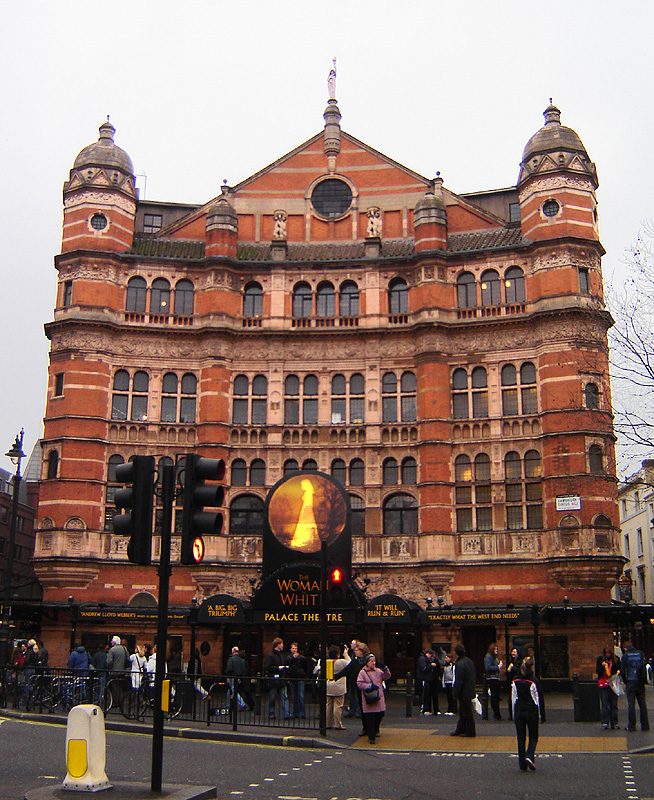
Palace Theatre, Soho

De naam Soho komt ook voor in andere wereldsteden: in New York is er een wijk met deze naam, die echter een verkorting is van ‘South of Houston Street’. Ook in Hongkong werd de naam naar het voorbeeld van de Londense wijk overgenomen, het is hier de afkorting van ‘South of Hollywood Road’. In Peking staat de naam voor ‘Small Office (Home Office)’.